# Юґавара

35°8′52″ пн. ш. 139°6′30″ сх. д. / 35.14778° пн. ш. 139.10833° сх. д.
Юґава́ра (яп. 湯河原町, ゆがわらまち, МФА: [jugawaɾa mat͡ɕi̥]) — містечко в Японії, в повіті Асіґара-Сімо префектури Канаґава. Станом на 1 квітня 2009 площа містечка становила 40,99 км². Станом на 1 липня 2011 населення містечка становило 26 727 осіб.

## Уродженці
- Амано Юкія — дипломат.